# Comtat de Vejle
El comtat de Vejle (en danès Vejle Amt) fou un comtat (amt) situat a la costa est de la península de Jutlàndia al sud de Dinamarca. La divisió en comtats va deixar d'existir l'1 de gener del 2007, quan una reforma municipal va substituir els comtats per divisions més grans, les regions. El comtat de Vejle va ser dividit entre la Regió de Midtjylland i la Regió de Syddanmark, i Vejle va esdevenir capital d'aquesta última.

## Antics municipis (1970-2006)
Era format pels antics municipis de:
| - Brædstrup - Børkop - Egtved - Fredericia - Gedved - Give - Hedensted - Horsens | - Jelling - Juelsminde - Kolding - Lunderskov - Nørre-Snede - Tørring-Uldum - Vamdrup - Vejle |